# Curt Schmieden
Curt Otto Walther Schmieden (auch: Kurt Schmieden; * 23. Juni 1905 in Stargard; † 8. Februar 1991 in Darmstadt) war ein deutscher Mathematiker, der sich mit Angewandter Mathematik beschäftigte.

## Leben
Schmieden wurde als Sohn des Oberstleutnants Walter Schmieden und seiner Ehefrau Elisabeth Havenstein geboren. Schmieden studierte von 1926 bis 1929 an der Universität Rostock und 1925 und 1926 an der Humboldt-Universität zu Berlin (unter anderem bei Max Planck), wo er im Frühjahr 1929 bei Richard von Mises (und Ludwig Bieberbach) promoviert wurde (Über den Widerstand einer in einer Flüssigkeit rotierenden Scheibe). Ab 1926 war er wissenschaftlicher Assistent an der TH Danzig, wo er sich 1931 habilitierte (ebenfalls über Strömungsmechanik). Er war ab 1934 außerordentlicher Professor an der Universität Rostock und ab 1937 ordentlicher Professor an der TU Darmstadt. Von 1943 bis 1945 war er Dekan der Abteilung Mathematik und Physik.
Schmieden war seit 1933 Mitglied des NSKK. Seit dem 1. Mai 1937 war er Mitglied der NSDAP. Zudem war er Mitglied des Nationalsozialistischen Deutschen Dozentenbundes (NSDDB).
Während des Zweiten Weltkrieges übernahm er Arbeiten für die Deutsche Versuchsanstalt für Luftfahrt in Berlin. Am 12. Mai 1941 nahm er teil an der ersten Vorführung von Konrad Zuses Computer Z3. Schmieden befasste sich unter anderem mit Hydrodynamik und Aerodynamik.
Ende Oktober 1945 wurde er aus „politischen Gründen“ aus dem Staatsdienst entlassen. Im Entnazifizierungsverfahren wurde er im September 1946 als Mitläufer eingestuft.
In den 1950er Jahren entwickelte er mit Detlef Laugwitz eine Nichtstandardanalysis-Methode. Mit dem Thema hatte sich Schmieden schon seit Ende der 1940er in seinem schwarzen Buch beschäftigt, das nie veröffentlicht wurde, das er aber ausgewählten Personen zugänglich machte. Über Carl Friedrich von Weizsäcker erfuhr Laugwitz davon und es begann eine jahrelange Zusammenarbeit (zusätzlich mit Paul Lorenzen als Gutachter), die zu einer Veröffentlichung 1958 führte.
1950–1952 war er Dekan der Fakultät Mathematik und Physik. 1957/58 war er Rektor an der TU Darmstadt. 1970 wurde er emeritiert.

## Schriften
- mit Detlef Laugwitz Eine Erweiterung der Infinitesimalrechnung, Mathematische Zeitschrift, Band 69, 1958, S. 1–39
- mit Laugwitz Ingenieurmathematik, Band 7, Aufgaben zur Ingenieurmathematik, BI Hochschultaschenbuch 1966